# Artemis 3
Artemis 3 (oficial Artemis III) este prima misiune de aselenizare cu echipaj a Programului Artemis al NASA și primul zbor cu echipaj al landerului Starship HLS. Programat pentru lansare în septembrie 2026, Artemis 3 este planificat să fie a doua misiune Artemis cu echipaj și prima aselenizare cu echipaj de la Apollo 17 în 1972.

## Planul misiunii
Planul Artemis 3 este de a aseleniza cu echipaj în regiunea polară de sud a Lunii. Este planificat ca doi astronauți să locuiască pe suprafața Lunii timp de aproximativ o săptămână.  Misiunea este menită să fie prima care plasează o femeie și o persoană non-albă pe Lună.  În timp ce patru astronauți ar părăsi Pământul la bordul Orion MPCV, misiunea la suprafață cu Human Landing System (HLS) va consta din doi membri ai echipajului, care vor rămâne la suprafață timp de 6,5 zile. Ceilalți doi astronauți vor rămâne la bordul Orion. Cei doi astronauți vor efectua până la patru plimbări în spațiu pe suprafața Lunii, efectuând o varietate de observații științifice, inclusiv prelevarea de probe de gheață de apă. 
Înainte de aselenizarea Artemis 3, unele echipamente suplimentare vor fi pre-poziționate la suprafață, inclusiv un rover nepresurizat pe care astronauții îl vor utiliza în timpul călătoriilor lunare. Acest rover va avea capacitatea de a fi controlat de la distanță. Mai multe regiuni aflate în umbră permanentă vor putea fi atinse prin călătorii scurte de 5 până la 15 km, aflate în raza de acțiune a roverului.